# Cucumis
Genre
Cucumis est un genre de plantes à fleurs de la famille des Cucurbitacées. Il comprend une soixantaine d'espèces dont deux sont principalement cultivées et ont une grande importance économique :
- Cucumis melo L., le melon cultivé et de nombreuses espèces sauvages,
- Cucumis sativus L., le concombre (et le cornichon).

Deux autres sont également cultivées dans les pays chauds :
- Cucumis anguria L., le concombre des Antilles,
- Cucumis metulifer E.Mey. ex Naudin, le concombre épineux.

On rencontre également parfois :
- Cucumis dipsaceus C.G. Ehrenb. ex Spach, le concombre chardon.
- Cucumis prophetarum L.

## Liste d'espèces
Selon ITIS (23 sept. 2014) :
- Cucumis anguria L.
- Cucumis dipsaceus Ehrenb. ex Spach
- Cucumis ficifolius A. Rich.
- Cucumis melo L.
- Cucumis metuliferus E. Mey. ex Naudin
- Cucumis myriocarpus E. Mey. ex Naudin
- Cucumis prophetarum L.
- Cucumis sativus L.

Selon NCBI (23 sept. 2014) :
- Cucumis acidus
- Cucumis aculeatus
- Cucumis africanus
- Cucumis althaeoides
- Cucumis anguria
- Cucumis argenteus
- Cucumis asper
- Cucumis baladensis
- Cucumis bryoniifolius
- Cucumis canoxyi
- Cucumis carolinus
- Cucumis cinereus
- Cucumis costatus
- Cucumis debilis
- Cucumis dinteri
- Cucumis dipsaceus
- Cucumis ficifolius
- Cucumis globosus
- Cucumis gracilis
- Cucumis hastatus
- Cucumis heptadactylis
- Cucumis hirsutus
- Cucumis humifructus
- Cucumis hystrix
- Cucumis indicus
- Cucumis insignis
- Cucumis javanicus
- Cucumis kalahariensis
- Cucumis kelleri
- Cucumis leiospermus
- Cucumis maderaspatanus
- Cucumis meeusei
- Cucumis melo
- Cucumis messorius
- Cucumis metulifer
- Cucumis myriocarpus
- Cucumis oreosyce
- Cucumis picrocarpus
- Cucumis prophetarum
- Cucumis pubescens
- Cucumis pubituberculatus
- Cucumis pustulatus
- Cucumis queenslandicus
- Cucumis quintanilhae
- Cucumis rigidus
- Cucumis ritchiei
- Cucumis rostratus
- Cucumis rumphianus
- Cucumis sacleuxii
- Cucumis sagittatus
- Cucumis sativus
- Cucumis setosus
- Cucumis silentvalleyi
- Cucumis thulinianus
- Cucumis trigonus
- Cucumis umbellatus
- Cucumis variabilis
- Cucumis x hytivus
- Cucumis zeyherii

Selon Tropicos (23 sept. 2014) :
- Cucumis abyssinicus A. Rich.
- Cucumis acidus Jacq.
- Cucumis aculeatus Cogn.
- Cucumis acutangulus L.
- Cucumis aetheocarpus (C. Jeffrey) Ghebret. & Thulin
- Cucumis africanus L. f.
- Cucumis alba Nakai
- Cucumis amarissimus Schrad.
- Cucumis amarus Stocks ex T. Anderson
- Cucumis angolensis Hook. f. ex Cogn.
- Cucumis anguinus L.
- Cucumis angulatus Forssk.
- Cucumis anguria L.
- Cucumis angurioides M. Roem.
- Cucumis arada L. ex Naudin & F. Muell.
- Cucumis arenarius Schumach. & Thonn.
- Cucumis argyi H. Lév.
- Cucumis asininus Garsault
- Cucumis asper Cogn.
- Cucumis baladensis Thulin
- Cucumis barbatus Roth
- Cucumis bicirrha Forster ex Guillemin
- Cucumis bisexualis A.M. Lu & G.C. Wang
- Cucumis bryoniifolius (Merxm.) Ghebret. & Thulin
- Cucumis callosus (Rottler) Cogn. & Harms
- Cucumis campechianus Kunth
- Cucumis canoxyi Thulin & Al-Gifri
- Cucumis cantalupo (Ser.) Haberle ex Rchb.
- Cucumis carolinus J.H. Kirkbr.
- Cucumis cecili N.E. Br.
- Cucumis chate Hasselq.
- Cucumis chito Morren
- Cucumis chrysocomus Schumach.
- Cucumis cicatrisatus Stocks
- Cucumis cinereus (Cogn.) Ghebret. & Thulin
- Cucumis citrullus (L.) Ser.
- Cucumis clavipetiolatus (J.H. Kirkbr.) Ghebret. & Thulin
- Cucumis cogniauxianus Dinter ex Cogn. & Harms
- Cucumis colocynthis L.
- Cucumis conomon Thunb.
- Cucumis courtoisii H. Lév.
- Cucumis crassiflorus Sessé & Moc.
- Cucumis cubensis Schrad.
- Cucumis dasycarpa Hochst. ex A. Rich.
- Cucumis debilis W.J. de Wilde & Duyfjes
- Cucumis diniae Raamsdonk & Visser
- Cucumis dinteri Cogn.
- Cucumis dipsaceus Ehrenb.
- Cucumis dissectifolius Naudin
- Cucumis dissectus Decne.
- Cucumis dudaim L.
- Cucumis echinaceus Sprenger
- Cucumis engleri (Gilg) Ghebret. & Thulin
- Cucumis erinaceus Naudin ex J.C. Huber
- Cucumis eriocarpus Boiss. & Noë
- Cucumis ficifolius A. Rich.
- Cucumis flexuosus L.
- Cucumis foetidissima Kunth
- Cucumis fricatorius Sessé & Moc.
- Cucumis glaber Walter
- Cucumis globosus C. Jeffrey
- Cucumis gossweileri Norman in Exell, Good & Norman
- Cucumis gracilis (Kurz) Ghebret. & Thulin
- Cucumis halabarda Chiov.
- Cucumis hardwickii Royle
- Cucumis hastatus Thulin
- Cucumis heptadactylis Naudin
- Cucumis hirsutus Sond.
- Cucumis homblei De Wild. ex Cogn.
- Cucumis hookeri Naudin
- Cucumis humifructus Stent
- Cucumis hystrix Chakrav.
- Cucumis indicus Ghebret. & Thulin
- Cucumis insignis C. Jeffrey
- Cucumis integrifolius Roxb.
- Cucumis intermedius M. Roem.
- Cucumis jamaicensis Bertero ex Spreng.
- Cucumis javanicus (Miq.) Ghebret. & Thulin
- Cucumis jeffreyanus Thulin
- Cucumis jucunda F. Muell.
- Cucumis kalahariensis A. Meeuse
- Cucumis kelleri (Cogn.) Ghebret. & Thulin
- Cucumis kirkbridei Ghebret. & Thulin
- Cucumis laciniosus Eckl. ex Schrad.
- Cucumis laevigatus Chiov.
- Cucumis lagenaria (L.) Dumort.
- Cucumis leiospermus (Wight & Arn.) Ghebret. & Thulin
- Cucumis leptodermis Schweick.
- Cucumis lineatus Bosc
- Cucumis longipes Hook. f.
- Cucumis longus
- Cucumis luzonicus Blanco
- Cucumis lyratus Zimm.
- Cucumis macrocarpus Wender.
- Cucumis maculatus Willd.
- Cucumis maderaspatanus L.
- Cucumis mairei H. Lév.
- Cucumis mascatensis Gand.
- Cucumis meeusei C. Jeffrey
- Cucumis megacarpus G. Don
- Cucumis melo L.
- Cucumis membranifolius Hook. f.
- Cucumis merxmuelleri Suess.
- Cucumis messorius (C. Jeffrey) Ghebret. & Thulin
- Cucumis metulifer E. Mey. ex Naudin
- Cucumis microcarpus (Alef.) Pangalo
- Cucumis microsperma Nakai
- Cucumis microspermus Nakai
- Cucumis momordica Roxb.
- Cucumis muricatus Willd.
- Cucumis muriculatus Chakrav.
- Cucumis myriocarpus Naudin
- Cucumis naudinianus Sond.
- Cucumis nigristriatus Zimm.
- Cucumis officinarum-melo Crantz
- Cucumis oreosyce H. Schaef.
- Cucumis orientalis Kudr.
- Cucumis pancheranus Naudin
- Cucumis parvifolius Cogn.
- Cucumis pavel Kostel.
- Cucumis pedatifidus Schrad.
- Cucumis pedatus L.
- Cucumis perennis E. James
- Cucumis persicodorus Seitz
- Cucumis persicus (Sageret) M. Roem.
- Cucumis picrocarpus F. Muell.
- Cucumis pictus Jacq.
- Cucumis princeps Wender.
- Cucumis prolatior J.H. Kirkbr.
- Cucumis prophetarum L.
- Cucumis prophetarus L.
- Cucumis pseudocolocynthis Royle
- Cucumis pubescens Willd.
- Cucumis pubituberculatus Thulin
- Cucumis pustulatus Naudin ex Hook. f.
- Cucumis quintanilhae R. Fern. & A. Fern.
- Cucumis rapallito Carrière
- Cucumis reginae Schrad.
- Cucumis reticulatus (A. Fern. & R. Fern.) Ghebret. & Thulin
- Cucumis rheedei Kostel.
- Cucumis rigidus E. Mey. ex Sond.
- Cucumis ritchiei (C.B. Clarke) Ghebret. & Thulin
- Cucumis rostratus J.H. Kirkbr.
- Cucumis rumphianus (Scheff.) H. Schaef.
- Cucumis rumphii Hassk.
- Cucumis sacleuxii Pailleux & Bois
- Cucumis sagittatus Peyr.
- Cucumis sativus L.
- Cucumis schraderianus M. Roem.
- Cucumis sepium G. Mey.
- Cucumis seretii De Wild.
- Cucumis seretioides Suess.
- Cucumis serotinus Haberle ex Seiz.
- Cucumis setosus Cogn.
- Cucumis silentvalleyi (Manilal, T. Sabu & P.J.Mathew) Ghebret. & Thulin
- Cucumis sonderi Cogn.
- Cucumis sphaerocarpus Gabaev
- Cucumis striatus A. Rich.
- Cucumis subhirsutus P. Browne
- Cucumis subsericeus Hook. f.
- Cucumis thulinianus J.H. Kirkbr.
- Cucumis tinneanus Kotschy & Peyr.
- Cucumis trifoliatus L.
- Cucumis trigonus Roxb.
- Cucumis trilobatus L.
- Cucumis turbinatus Roxb.
- Cucumis umbrosus A. Meeuse & Strey
- Cucumis utilissimus Roxb.
- Cucumis vilmorinii Sprenger
- Cucumis vulgaris (Schrad.) E.H.L. Krause
- Cucumis welwitschii Cogn.
- Cucumis wildemanianus Cogn.
- Cucumis zambianus Widrlechner, Mark P., J.H. Kirkbr., Ghebret. & K. Reitsma
- Cucumis zapallito Carrière
- Cucumis zapallo Steud.
- Cucumis zeyheri Sond.